# Esteban Nemanja
Esteban Nemanja (antiguo eslavo eclesiástico: Стѣфань Неманя; serbio: Stefan Nemanja, serbio cirílico: Стефан Немања; pronuncación:ˈstɛfaːn 'nɛmaɲa; nacido alrededor de 1113, y muerto el 13 de febrero de 1199); fue el gobernador medieval serbio, gran župan de Rascia, y fundador de la dinastía Nemanjić y del estado más poderoso serbio. Se le considera, junto con su hijo, Rastko Nemanjić (san Sava) el padre de la Iglesia ortodoxa serbia. A lo largo de su vida, patrocinó muchas iglesias y monasterios, y los últimos años de su vida pasó en uno de ellos, el monasterio serbio Hilandar en el monte Athos, donde también fue enterrado en el año 1199. En el año 1200 la Iglesia ortodoxa serbia le canonizó y le dio el nombre de san Simón o en serbio, Sveti Simeon. Sus restos fueron trasladados en el monasterio Studenica en 1208, donde se han quedado hasta hoy.

## Origen
Stefan Nemanja fue el cuarto y él último hijo de Zavida, un noble serbio que estuvo emparentado con las dinastías serbias que por aquel entonces gobernaban Rascia (casa Vukanović por la parte masculina), y Zeta (casa Vojisavljević por la parte femenina). Sobre la vida de Zavida no hay muchos datos, pero a base de la biografía de Stefan Nemanja (escrita por su hijo, Esteban I Nemanjić), se ve que estaba en conflicto con sus parientes sobre el poder en Rascia, y por eso se fugó en el reino de Zeta.
Aparte de Nemanja, Zavida tuvo tres hijos más:
- Tihomir, que gobernaba Rascia como el gran župan entre 1163[5] y 1166 o 1168. No se sabe la fecha de nacimiento exacta, pero murió en 1169.[5]
- Stracimir, que gobernaba la zona del río Zapadna Morava (1163-(1166) 1168, 1169-?). Tampoco se sabe cuándo nació, pero se sabe que murió después del 25 de diciembre de 1189.[6])
- Miroslav, gobernaba Zahumlje (1163-(1166) 1168, 1169-?). Tampoco tenemos la fecha de nacimiento, pero murió 1196 o 1199.[6])

Nemanja se casó con Ana de Serbia, que después de tomar votos, tuvo el nombre de Anastazia. Con ella tuvo cinco hijos:
- Vukan, el rey de Zeta (1199-1208) y gran župan de Rascia (1202-1204), no se sabe cuándo nació, pero vivía hasta 1208)
- Stefan, gran župan de Rascia (1196-1217) y rey de Rascia (1217-1228), tampoco se sabe cuándo nació, pero vivía hasta 1228)
- Rastko, el primer Arzobispo serbio (1219-1233), que nació en 1169 y murió en 1236. Luego se convirtió en el santo San Sava.
- Jefimija, casada con Manuel Angelos Dukas (1230-1237), gobernador de Tesalónica.
- Una hija con nombre desconocido, casada con Tich, boyardo de Skopie que luego fue la madre del zar búlgaro, Constantino Tij de Bulgaria.

## Juventud
Hoy en día se considera que Nemanja nació en 1113 en Ribnica cerca de la ciudad de Podgorica, pero esta afirmación no puede apoyarse en las fuentes de aquel tiempo. Dado que en Ribnica existían solo iglesias católicas, Esteban Nemanja fue bautizado según el rito latino. Cuando su familia volvió a Rascia, lo volvieron a bautizar según el griego en la iglesia episcopal de San Pedro y Pablo de Ras, la capital de Rascia. Todavía estando en Zeta, Nemanja se casó con la noble Ana, entre 1130 y 1135.
Se supone que Zavida volvió con sus hijos a Rascia gracias a la invitación del gran župan Uroš II (1146-1162) y que en esa ocasión, se le devolvieron sus tierras. Los historiadores interpretan este gesto de Uroš como un intento de asegurar la retaguardia de su futuro ataque al Imperio bizantino, que se efectuó en 1149.

## Gobierno

### Nemanja como župan
Gran župan de Rascia, Uroš II, fue vasallo del emperador bizantino, Manuel I Comneno. Se rebeló varias veces contra la autoridad bizantina e intentó independizarse con la ayuda del Reino de Hungría (que, por aquel entonces, estaba en guerra con el Imperio Bizantino con el que se disputaba el predominio de Sirmia), pero sin conseguirlo. Alrededor de 1161, Uroš II fue derrocado y sustituido por Desa, que también se levantó contra Manuel I, pero tampoco tuvo suerte, y en 1162 Manuel I lo venció y lo llevó a Constantinopla. En esta ocasión, dio algunos territorios a Nemanja y a sus dos hermanos, Miroslav y Stracimir. De esta manera, Esteban Nemanja se convirtió en župan de Ibar, Toplica, Rasina y Reke. Luego, Manuel I le devolvió a Desa el puesto de gran župan de Rascia, pero este volvió a rebelarse contra el dominio bizantino en 1168. Manuel I volvió a vencerlo y derrocarlo, esta vez definitivamente. Luego dividió las tierras de Rascia entre Nemanja y sus hermanos, y a Tihomir, el mayor de los hermanos, le proclamó gran župan.

Territorios controlados por Esteban Nemanja.

En el año 1162, cuando el emperador Manuel I se preparaba para la batalla con los húngaros, le otorgó a Nemanja el honor de gobernar la Dubočica. Poco después de ese acontecimiento, Nemanja empezó a edificar el monasterio de san Nicolás en Kuršumlija, y el monasterio de la Virgen en la desembocadura de los ríos Kosanica y Toplica. En la biografía de Nemanja, se dice que las obras en estos dos monasterios fueron la causa del descontento de sus hermanos, que le reprochaban que hacía cosas sin consultarlos y sin su permiso. Sin embargo, lo más probable es que a sus hermanos no les gustase el apego que Nemanja tenía al Imperio bizantino, un comportamiento ajeno a los županes de Rascia que ya llevaban más de medio siglo intentando librarse de su influencia y su dominio. Además, pensaban que Nemanja intentaba obtener el título de gran župan con la ayuda de los bizantinos y la Iglesia, y que por eso empezó a edificar los dos monasterios.
Por otro lado, Nemanja sí que intentó hacerse con el título de gran župan con la ayuda de una parte de la nobleza de Rascia, acusando a Tihomir y sus hermanos que llevaban una política bizantófila, completamente contraria a la política de Rascia hasta entonces. En una reunión que se convocó con ese motivo, Nemanja con sus partidarios fue capturado y cerrado en una cueva en las cercanías de Ras. Sin embargo, muy pronto Nemanja será liberado por sus seguidores, y esta vez, con el apoyo casi unánime del resto de la nobleza, consiguió a derrocar a Tihomir y reducir a sus hermanos, y convertirse en el gran župan de Rascia.

## Primer reino de Esteban Nemanja
Los hermanos de Nemanja obtuvieron la ayuda militar del emperador bizantino, Manuel I Comneno, pero en 1169, sufrieron la derrota de las tropas de Nemanja en Pantina, cerca del castillo Zvečani.
La mayoría de los bizantinos se ahogó en el río Sitnica. El mismo destino tuvo Tihomir, mientras Stracimir y Miroslav fueron capturados por los soldados de Nemanja, que les perdonó la vida y todo el mal que le habían hecho, y les devolvió sus tierras para gobernar, y él se convirtió en el gobernador indiscutible de Rascia. Justo después de la batalla de Pantina, Nemanja atacó al knez de Zeta, Radoslav en 1070, y aumentó sus territorios a costa de Zeta: añadió a Rascia la mayoría de los territorios del Montenegro moderno, así como la región del río Neretva.